# أنندشوج

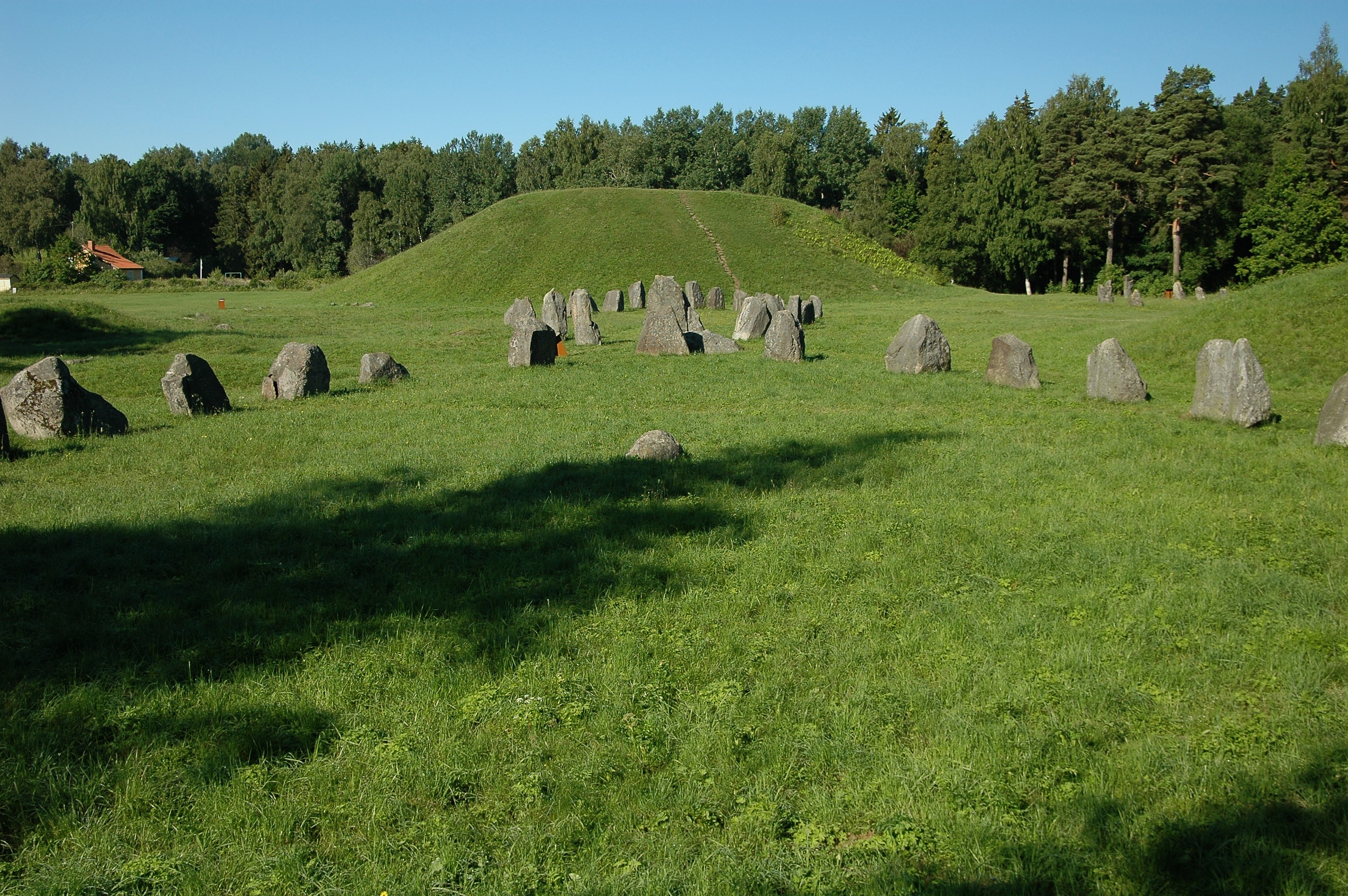
تلال انندشج 2006

أنندشج(بالسويدية: Anundshög) (أيضا Anundshögen و Anunds hög) هي جثوة آثرية قديمة تقع بالقرب من مدينة فاستيراس بفاستمانلاند Västmanland، وهي الأكبر في السويد. حيث يبلغ قطرها 60 مترا (200 قدم)، وارتفاعها حوالي 9 أمتار (30 قدم).
تختلف التقييمات لتأريخ عصر التلة بين العصر البرونزي والعصر الحديدي المتأخر.
يربط بعض المؤرخين الجثوة مع الملك الأسطوري أنوند Anund.